# Джахір Окампо
Джахір Окампо (12 січня 1990) — мексиканський стрибун у воду.
Учасник Олімпійських Ігор 2016 року.
Призер Чемпіонату світу з водних видів спорту 2013 року.
.